# Brett Anderson
Brett Lewis Anderson, mais conhecido como Brett Anderson (Sussex, 29 de setembro de 1967) é um cantor e compositor inglês, mais conhecido como vocalista da banda britpop Suede.

## Percurso
Depois dos Suede terminarem em 2003, Brett formou em 2004 com Bernard Butler (o primeiro guitarrista dos Suede), os The Tears, banda que se encontra actualmente em stand by. Em 2011 Anderson lança  o quatro álbum a solo, Black Rainbows.

## Discografia a solo
- Brett Anderson (2007)
- Live in London (2007)
- Live at Union Chapel (2007)
- Live at Queen Elizabeth Hall (2007)
- Wilderness (2008)
- Slow Attack (2009)
- Black Rainbows (2011)[2]
- Live at Koko (2011)